# Blutsbrüder 1918
Blutsbrüder 1918 ist ein französisches Filmdrama aus dem Jahre 1935 von Anatole Litvak mit Annabella in der Hauptrolle als Frau zwischen zwei Männern, gespielt von Jean-Pierre Aumont und Charles Vanel. Die Geschichte basiert auf dem Roman L‘équipage (1923) von Joseph Kessel.

## Handlung
An der französisch-deutschen Front zum Ende des Ersten Weltkriegs: Lieutenant Maury und Jean Herbillon gehören zu einer Fliegerstaffel. Während Maury das Flugzeug steuert, ist Herbillon an Bord als Beobachter aus der Luft eingeteilt worden. Die gemeinsame Arbeit hat die beiden wesensunterschiedlichen (und auch unterschiedlichen Generationen angehörenden) Männer zusammengeschweißt, sie, wie der Filmtitel verheißt, zu Blutsbrüdern 1918 gemacht. Diese Männerfreundschaft wird eines Tages auf eine schwere Probe gestellt: Denn Herbillon lernt eines Tages während seines Urlaubs eine Frau namens Denise kennen, die ihn überaus fasziniert.
Herbillon weiß zunächst nicht, dass es sich bei der schönen Unbekannten in Wahrheit um Hélène Maury handelt, der Ehefrau seines Fliegerkameraden. Als er es herausfindet, stürzt diese Tatsache Herbillon in schwere Gewissensqualen. Denise alias Madame Maury versteht nicht, warum Herbillon daraufhin sein Verhalten ihr gegenüber ändert, denn sie fühlt sich trotz Ehering leidenschaftlich zu dem jungen, attraktiven Fliegerbeobachter hingezogen. Ehe es zum großen Gefühlsdrama kommen kann, schlägt das Kriegsschicksal zu: Jean Herbillon stirbt bei einem Einsatz den „Heldentod“. Zurück bleiben die erschütterte Mutter des Gefallenen und Herbillons trauernde Geliebte.

## Produktionsnotizen
Gedreht Mitte 1935, erschien L‘équipage, so der Originaltitel, am 22. Oktober 1935 in Paris. Die österreichische Premiere fand am 27. März 1936 im Wiener Elite-Kino statt, in Deutschland wurde der Film offensichtlich nicht gezeigt.
Jean-Paul Le Chanois assistierte Regisseur Duvivier. Lucien Aguettand gestaltete die von Lucien Carré umgesetzten Filmbauten.

## Kritiken
Wiens Die Stunde meinte, dies sei „kein Kriegsfilm im üblichen Sinne, sondern ein groß angelegter Liebesroman mit psychologischer Vertiefung, während der Krieg selbst den Rahmen bildet.“
Das Interessante Blatt beschwor: “Die Regie Anatol Litwaks läßt diese menschliche Tragödie vor dem Hintergrund des Krieges , sinn- und herzlos, wie wir ihn nie mehr erleben mögen, sich abheben als atem- und herzbeklemmende Atmosphäre.”
Die Österreichische Film-Zeitung nannte den Film ein „erschütterndes Drama“ und lobte die Hauptdarstellerin Annabella, „die der von ihr verkörperten Gestalt ihre zarte Anmut leiht.“
In der Oedenburger Zeitung (Ungarn) ist zu lesen: „Anatole Litwak, der geniale Regisseur der Kiepura-Filme, hat mit diesem Schlager bewiesen, daß er nicht nur zum szenisch wirksamen Aufbau von Dramen versteht, sondern auch Massen bewegen kann.“. 